# 中村あやの
中村 あやの（なかむら あやの、1997年8月25日 - ）は、日本の元女性タレント。
埼玉県出身。ネクステージに所属していた。
NHK教育『天才てれびくんMAX』2008年度 - 2009年度てれび戦士として知られている。

## 略歴
- 2006年12月 - チャームキッズに所属し、中村あのんとして芸能界デビュー[1]。
- 2008年4月 - ネクステージに移籍し、中村あやのに改名。
- 2017年8月 - ネクステージとのマネージメント及び所属契約を終了[2]。

## 出演

### バラエティ
- 天才てれびくんMAX（2008年 - 2010年、NHK教育）てれび戦士

### ドラマ
- 恋仲（2015年7月、フジテレビ） - クラスメート 役（第1話のみ）

### CM
- マイクロソフト 「Xbox特命課」（2010年）
- 湘南ゼミナール - スチル（2010年）
- 石川株式会社 採用情報に係るメッセージビデオ プロローグ編・エピローグ編 VP

## 書籍

### 雑誌連載
- なかよし（講談社）モデル
- ディズニーファン（講談社）モデル